# Phyllanthus piranii
Phyllanthus piranii är en emblikaväxtart som beskrevs av Grady Linder Webster. Phyllanthus piranii ingår i släktet Phyllanthus och familjen emblikaväxter. Inga underarter finns listade i Catalogue of Life.